# Spintol

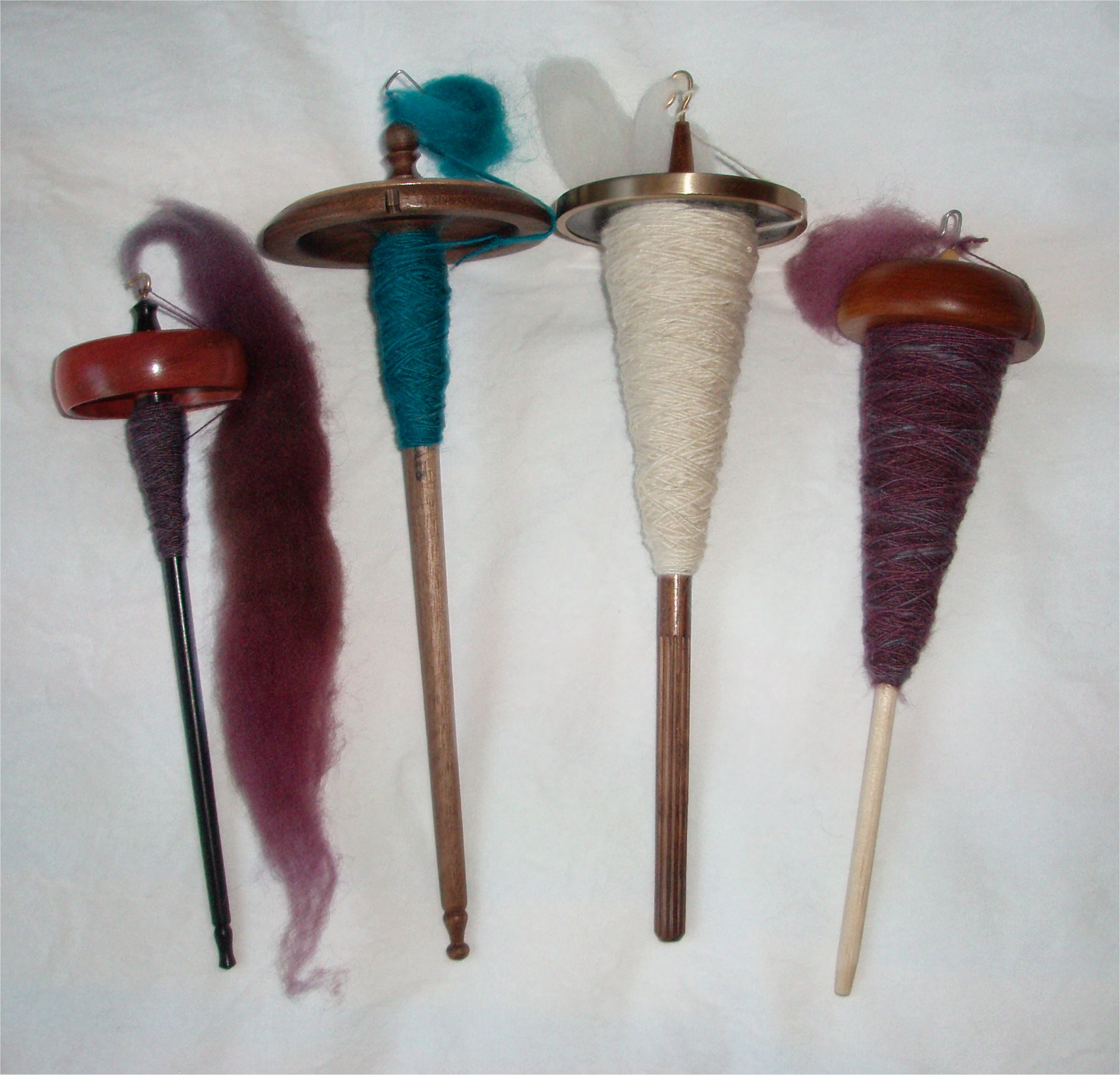
Moderne spintollen

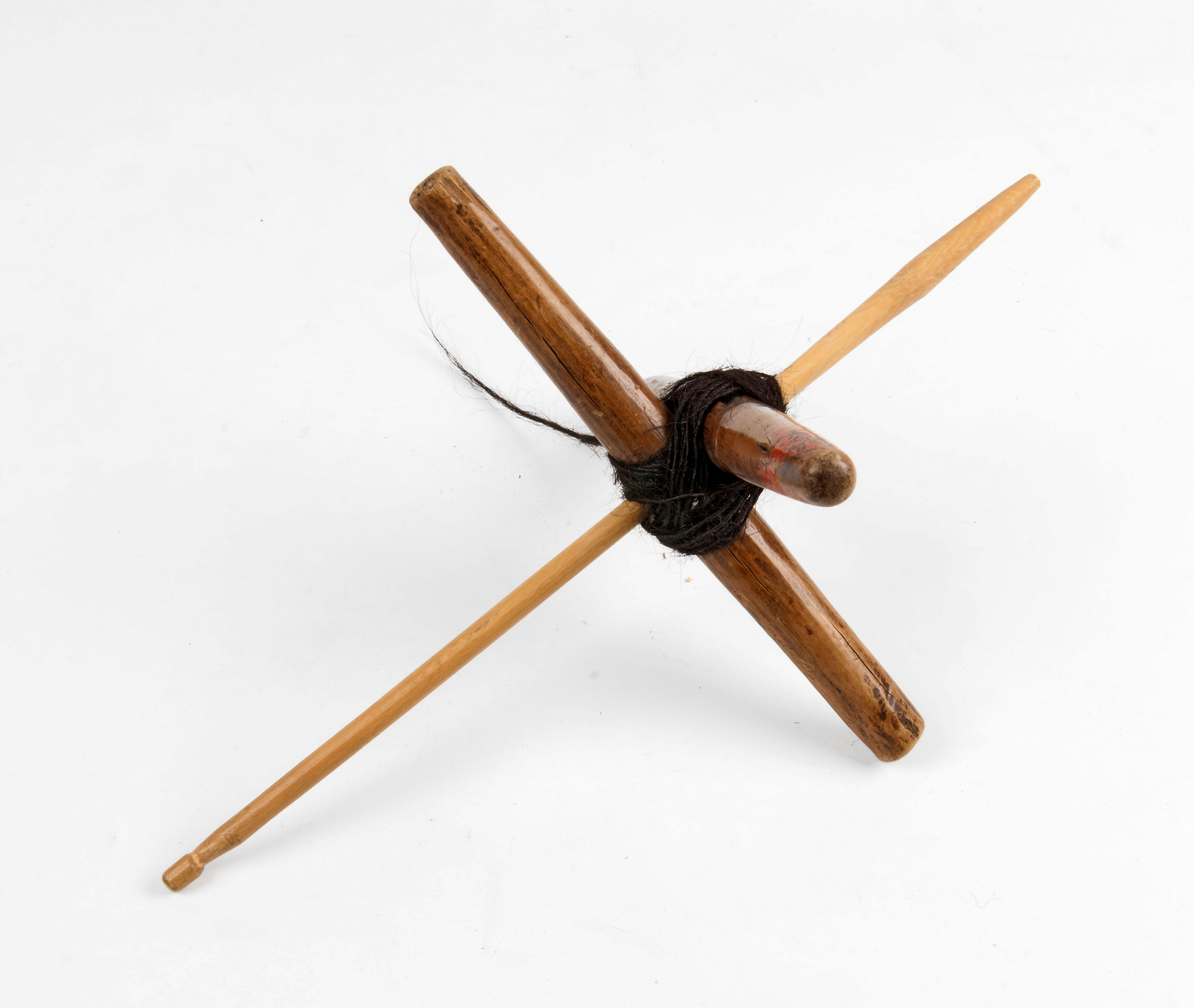
Houten spintol

Een spintol is een eenvoudig hulpmiddel om bijvoorbeeld wol te spinnen.
Een spintol is in beginsel niets anders dan een zwaar gewicht, waaraan een wollen draad bevestigd kan worden en die snel aan het draaien kan worden gebracht. De gesponnen draad wordt op de tol gewonden.
De meest primitieve vorm van spinnen is het eenvoudigweg draaien van de wol op bijvoorbeeld het dijbeen. Om het proces sneller en ook stabieler te laten verlopen, wordt de draad gebonden aan een steen met een gat erin. De steen wordt aan het draaien gebracht, totdat de draad voldoende is gedraaid voor de benodigde stevigheid.
Nog iets geavanceerder is de spintol, een meestal houten voorwerp, waar de gesponnen draad omheen gewonden kan worden. In de eenvoudigste vorm heeft de spintol een spleetje aan de bovenkant waarin de draad wordt geklemd. Later in de ontwikkeling kreeg de spintol een haak van been. Een spintol heeft altijd een breder, cirkelvormig deel, een vliegwiel. Dat is van belang om het voorwerp een groter traagheidsmoment te geven, waardoor de tol stabieler draait. Dit bredere deel kan aan de bovenkant, in het midden of aan de onderkant zitten. In Suriname wordt de spintol bijvoorbeeld verzwaard met een schijfje kalebas.
Hoe groter het vliegwiel is, des te dikker wordt de draad.

## Uitvinding
Spintollen zijn op talloze archeologische locaties gevonden. In Syrië en Mesopotamië verschijnen ze in het derde kwart van het 7e millennium v.Chr. In Tell Sabi Abyad  werden bijvoorbeeld gedurende Operatie I in totaal 64 ervan gevonden, daterende van ca. 6200 tot 5800 v.Chr. (14C geijkt). Deze periode vertoont een overgang in levenswijze waarbij steeds minder op de jacht teruggevallen werd. 
De uitvinding van het spinnewiel was een grote verbetering ten opzichte van de spintol. Omdat de spintol echter goedkoper is, en veel makkelijker te vervoeren, wordt deze tot op de dag van vandaag nog gebruikt, bijvoorbeeld in Peru of Nepal.

## Werkwijze

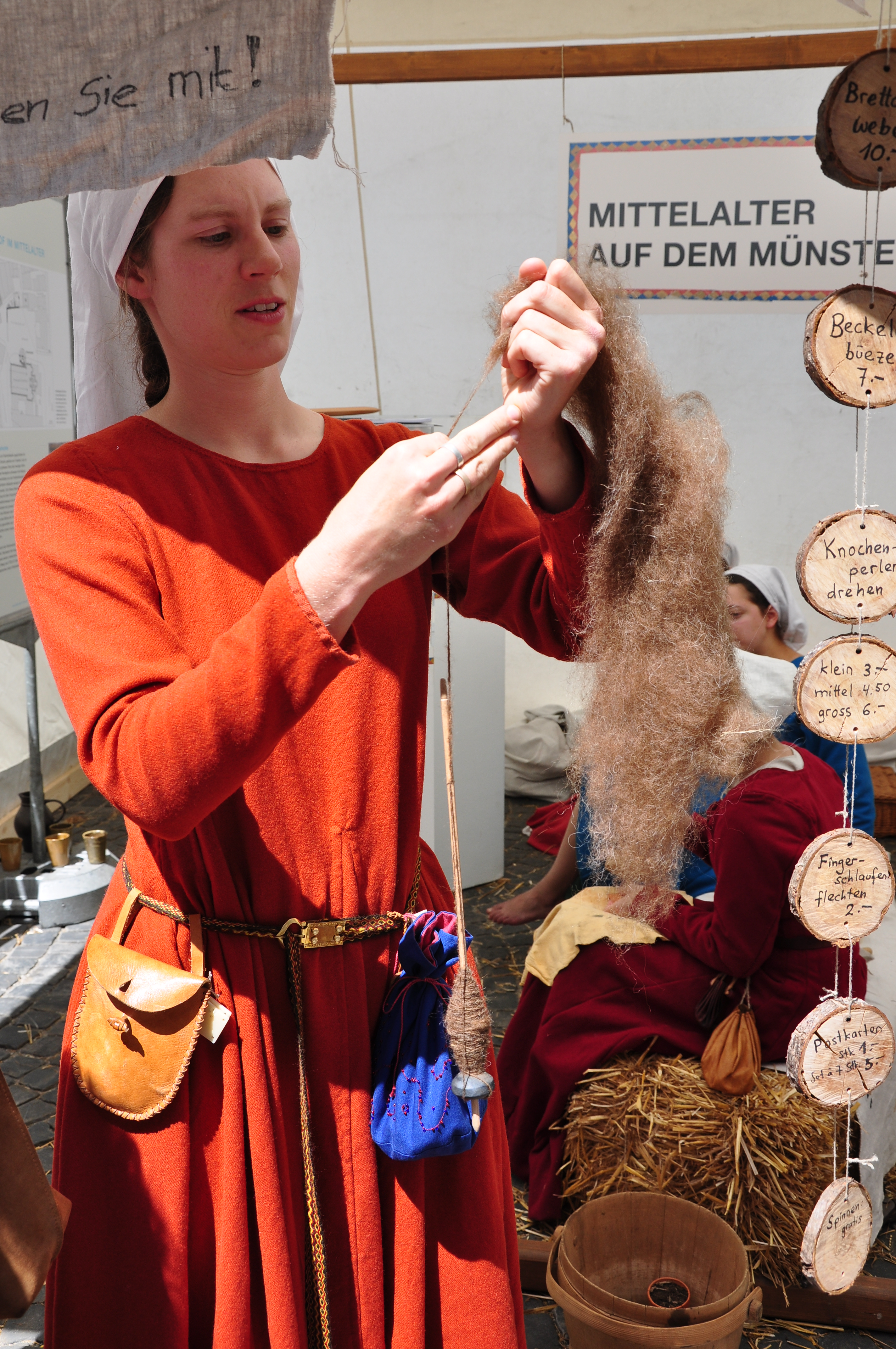
Spinnen met een spintol

Het spinnen met een spintol wordt uitgevoerd door een grote pluk wol of plantaardig materiaal (zoals vlas om linnen te spinnen, hennep of katoen) in de linkerhand te houden (of in de rechterhand voor een linkshandig persoon). Met de rechterhand worden de draden een tiental centimeters uit elkaar getrokken en vastgemaakt aan de bovenzijde van de spintol. De spintol wordt aan het draaien gebracht met de rechterhand tegen bijvoorbeeld het rechterbeen. Vervolgens laat men de draaiende tol zakken, die doorgaat met draaien. Intussen trekt men met de rechterhand telkens nieuw materiaal uit de pluk. Als de draad lang genoeg is, wordt deze losgemaakt en om de tol gewonden, waarna het proces opnieuw begint. Als de spintol vol is met wol, wordt deze eraf gewikkeld voor verdere verwerking door weven of breien.
Een iets geavanceerdere methode is het nog niet gesponnen materiaal op een spinrok vast te zetten.

## Mythologie

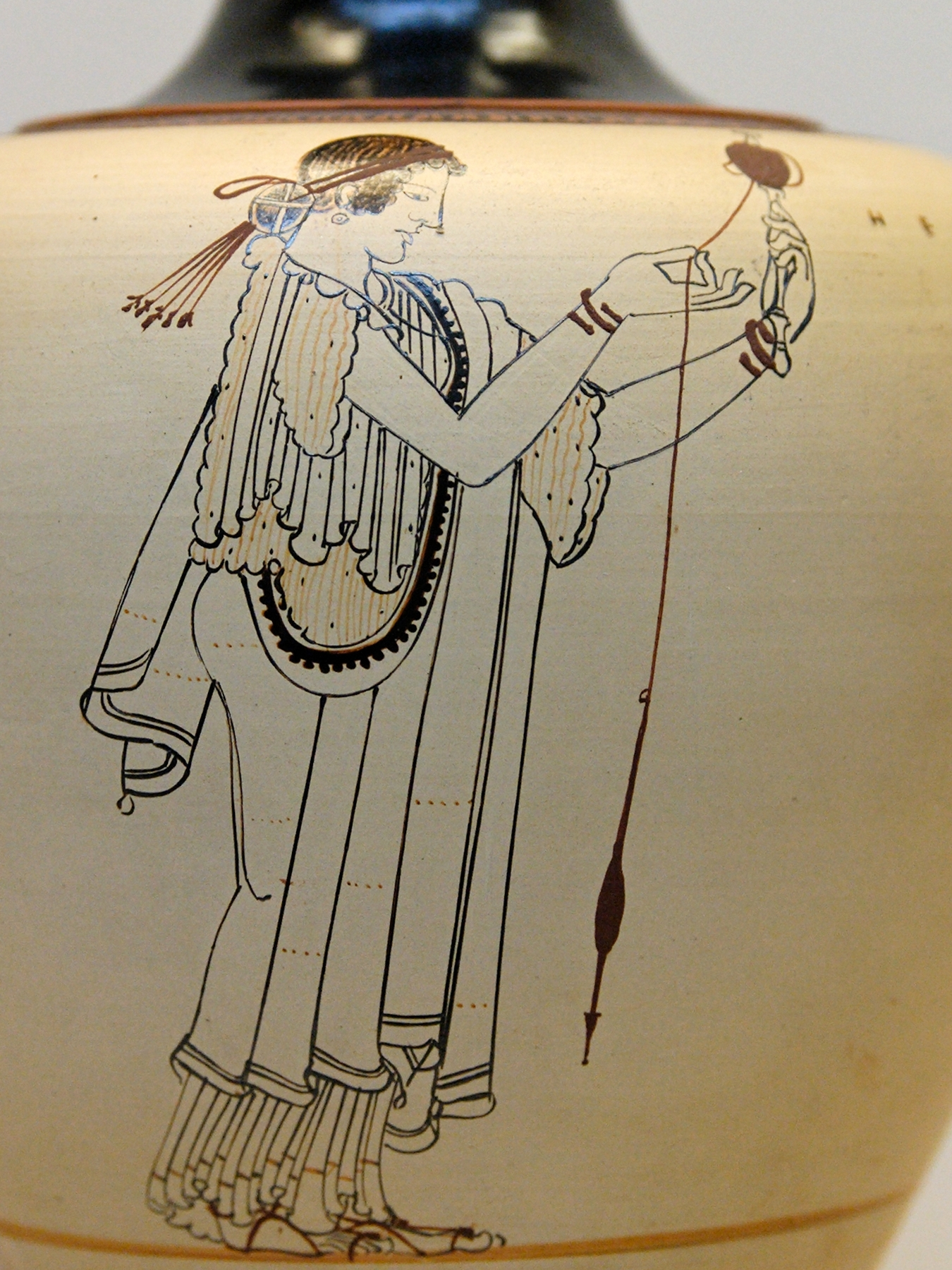
Vrouw met een spinrok en spintol op een Attische vaas, ca. 490 v.Chr, mogelijk uit Locri, Italië

De spintol is een attribuut van vele godinnen of sprookjesfiguren, zoals Vrouw Holle, de Noorse Frigg die volgens de legende wolken spint, de Egyptische Isis, de Griekse Artemis en Athene.
Spinnen wordt vaak verbonden met "het lot", omdat het leven gezien wordt als een draad, die ook kan breken.
Het spinnewiel werd pas in Europa geïntroduceerd rond de 16e eeuw. Spinnen in oudere verhalen gaat dus zeker over een spintol. In het oude verhaal van Doornroosje, waar zij zich prikte aan een spinnewiel, zal het dus oorspronkelijk gegaan zijn om een spintol, zoals ook verwoord door de gebroeders Grimm.

## Spintol in de kunst
Het spinnen, ook het spinnen met een spintol, heeft vele kunstenaars geïnspireerd. Het spinnen heeft dan ook een seksuele betekenis. De spinrok staat voor het vrouwelijk geslacht, de vaak lange spintol voor het mannelijk.

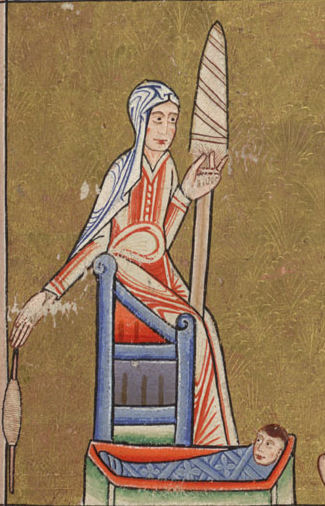
Eva aan het spinnen (rond 1170)
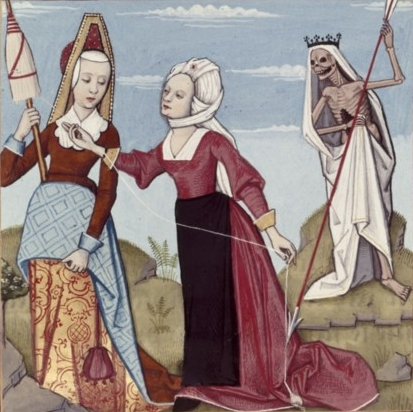
De schikgodinnen en de dood, die met zijn speer de draad dreigt door te steken (rond 1497)
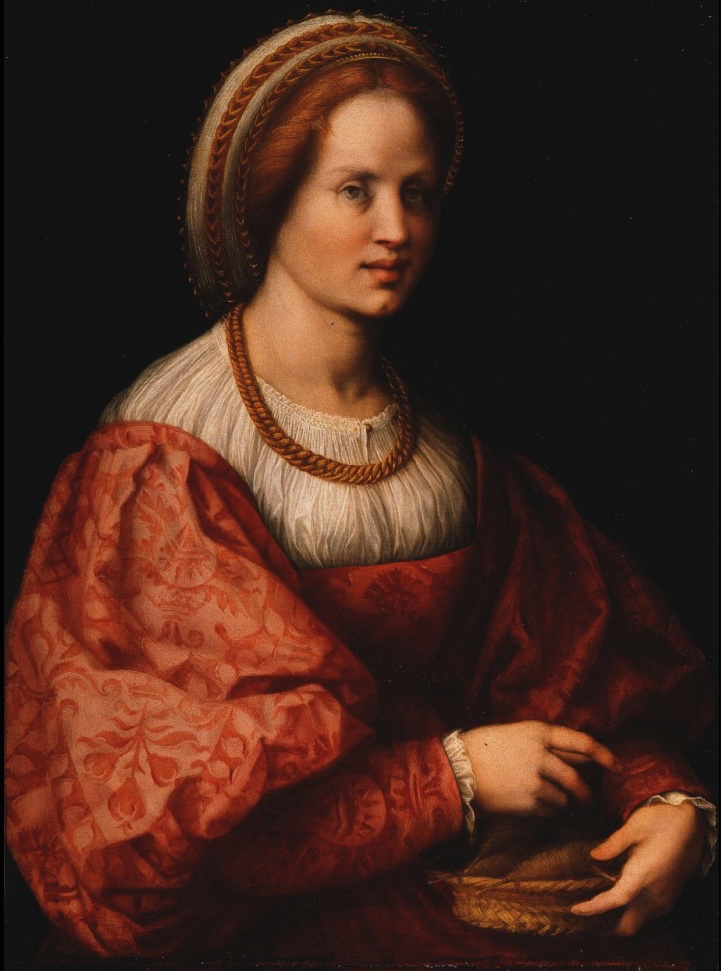
Andrea del Sarto, Vrouw met een mandje met spintollen (rond 1517)
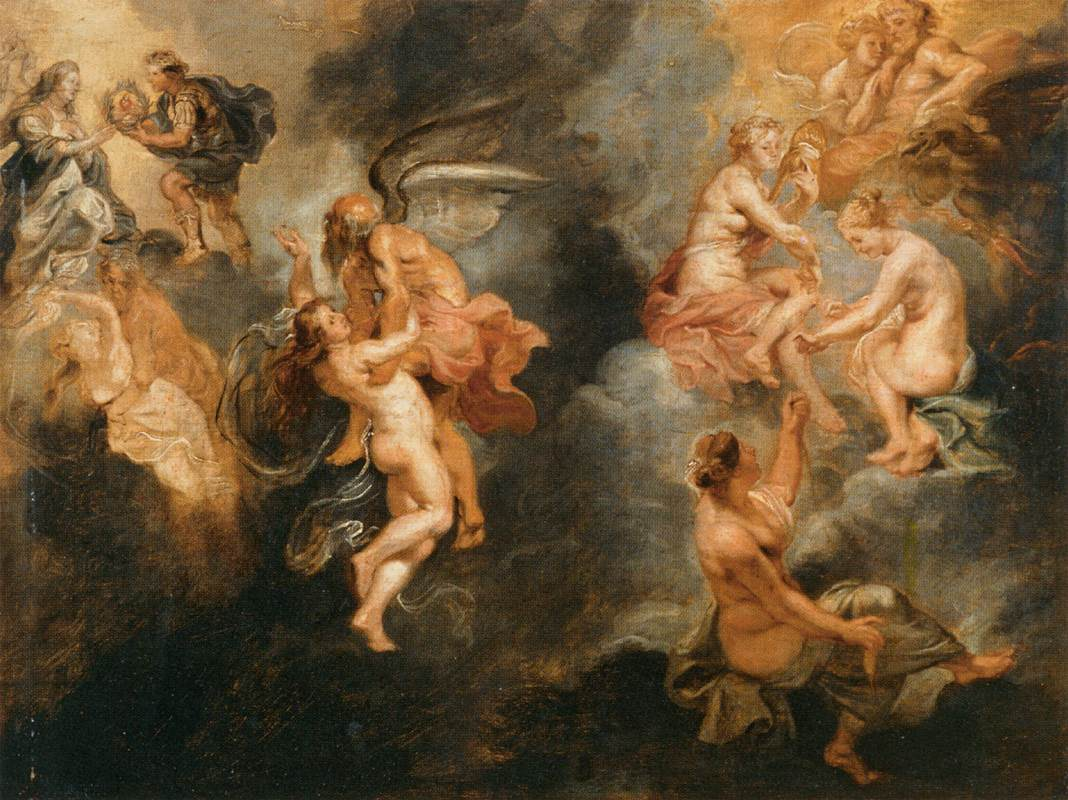
Peter Paul Rubens, rechtsonder een spinnende vrouw (schets, rond 1623).
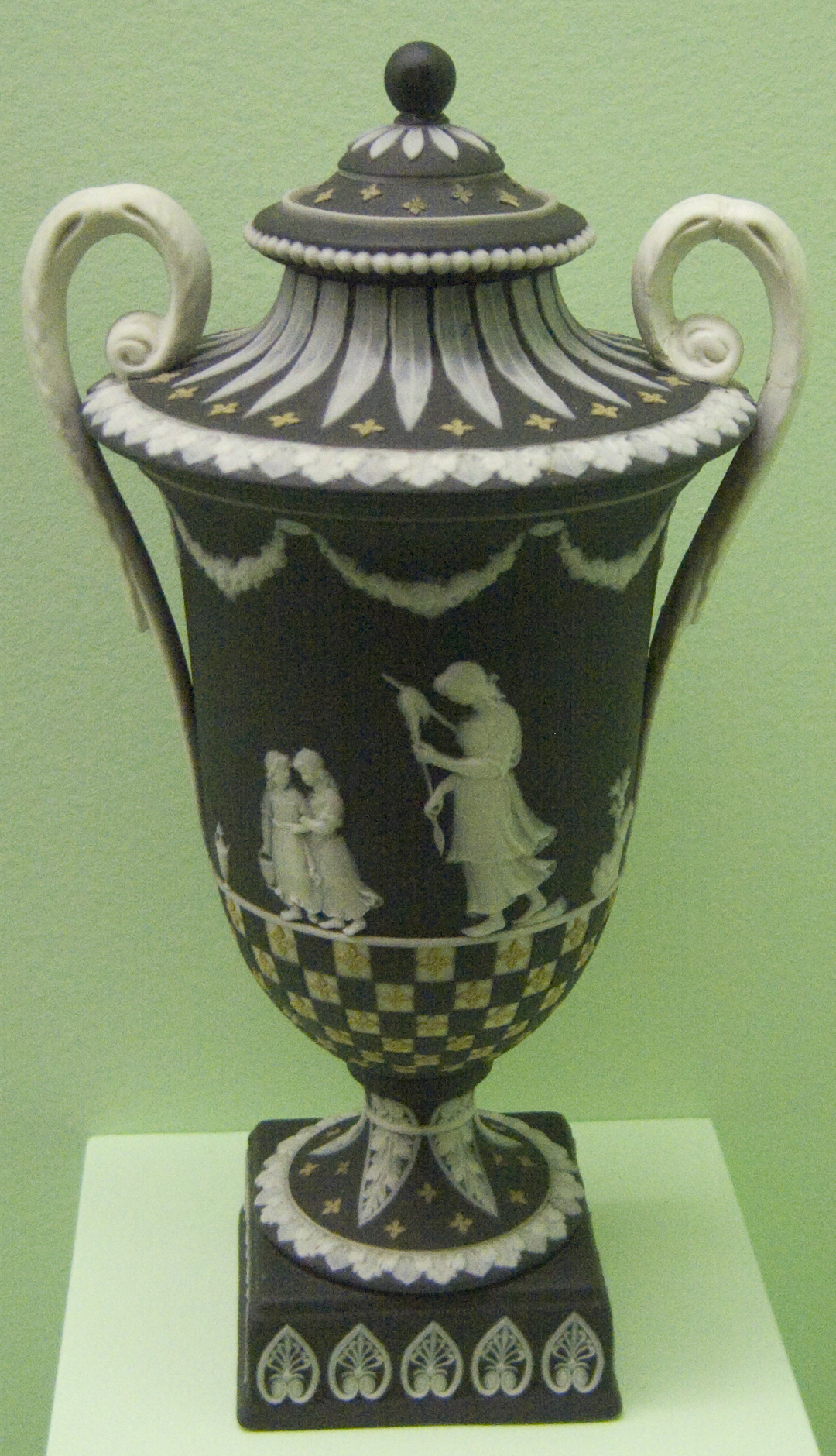
Wedgwood vaas (rond 1830)
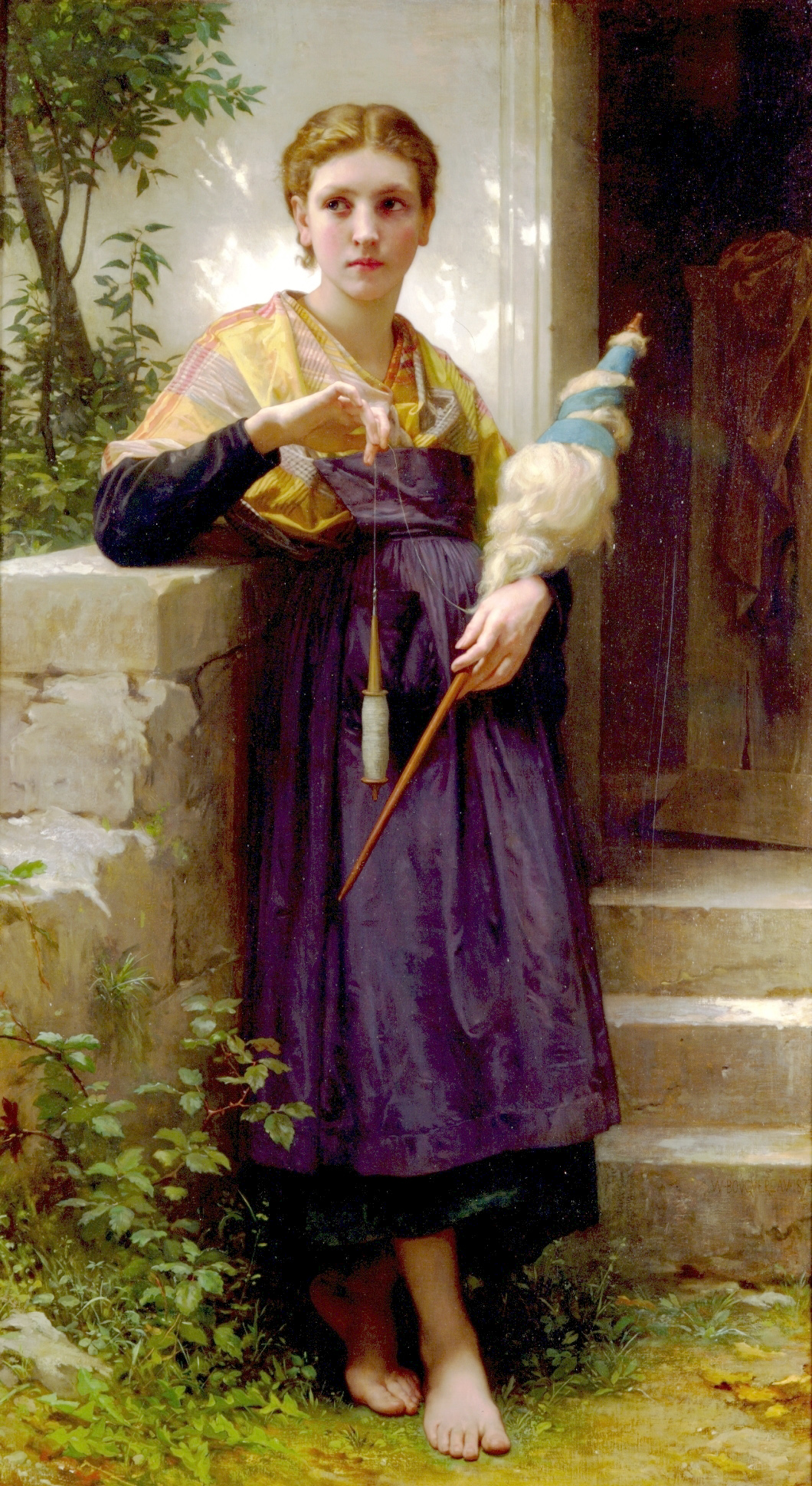
William-Adolphe Bouguereau, de spinster (1873)
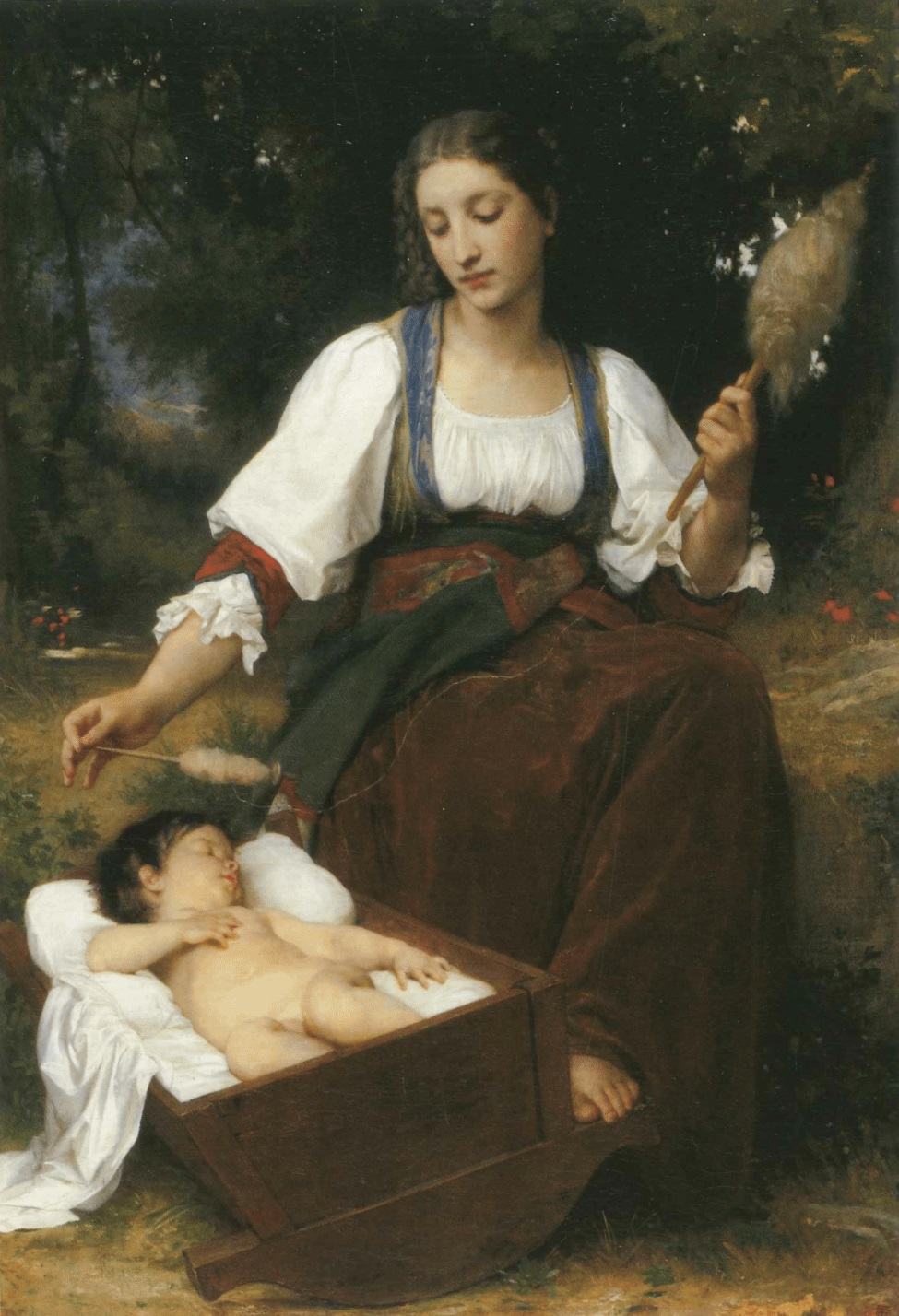
William-Adolphe Bouguereau, het wiegelied (1875)
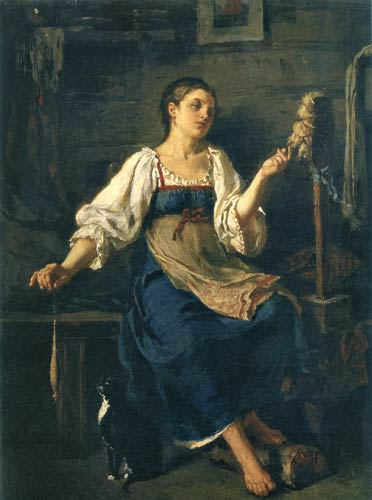
Firs Sergeyevich Zhuravlev, de spinster (eind 19e eeuw)
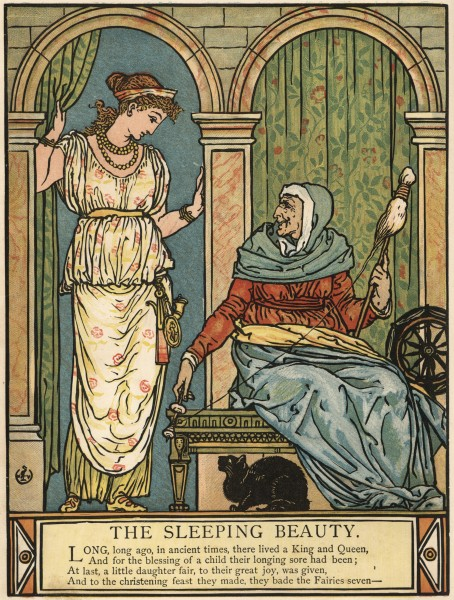
Walter Crane, Doornroosje met de boze fee
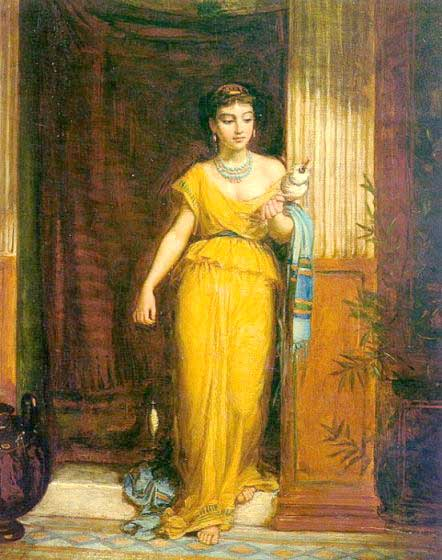
John William Waterhouse (1874)

## Heraldiek
Ook in de heraldiek wordt de spintol gebruikt, zoals in het wapen van de Duitse plaats Nattheim en het Franse Cussac. Overigens kan hier verwarring optreden met het schietlood.

Wapen van Nattheim

Wapen van Cussac (Haute-Vienne)